# ایتسوکی اوراتا
ایتسوکی اوراتا (انگلیسی: Itsuki Urata؛ زادهٔ ۲۹ ژانویهٔ ۱۹۹۷) بازیکن فوتبال اهل ژاپن است.